# Christian Stuff
Christian Stuff (* 11. August 1982 in Berlin) ist ein ehemaliger deutscher Fußballspieler und aktueller Trainer.

## Karriere
Stuff begann 1988 bei Borussia Friedrichsfelde (damals noch unter der Bezeichnung Motor Lichtenberg) mit dem Fußballspielen und blieb dem Verein – unterbrochen durch ein zweijähriges Gastspiel beim SV Empor Berlin (1998–2000) – bis 2002 treu. Danach spielte er beim SV Lichtenberg 47 und ging von dort weiter zum 1. FC Saarbrücken. Mit den Saarbrückern gelang ihm in der Saison 2003/04 der Aufstieg aus der Regionalliga Süd in die 2. Bundesliga sowie der Gewinn des Saarlandpokals. Stuff hatte mit 25 Spielen und zwei Toren wesentlichen Anteil am Aufstieg und kam auch in der Folgesaison auf 24 Zweitligapartien, die er allerdings vorrangig als Einwechselspieler bestritt. In der Saison 2005/06 lief es jedoch nicht mehr so gut für ihn und er verlor seinen Platz im Team des FCS. Daher lieh der Verein ihn zum Auftakt der Rückrunde an den Regionalligisten Eintracht Trier aus, bei dem Stuffs ehemaliger Trainer Eugen Hach angestellt war.
Bei den Trierern gehörte Stuff zwar wieder zum Stammpersonal der Mannschaft, konnte aber auch nicht den Abstieg des Teams aus der Regionalliga Süd in die Oberliga Südwest verhindern. Da Trier sich Stuff nicht mehr leisten konnte und Saarbrücken ihn nicht mehr haben wollte, kehrte er zurück in seine Heimatstadt zum 1. FC Union Berlin, mit dem er in seiner ersten Saison den Klassenerhalt sowie den Gewinn des Berliner Pokals erreichte. In der Saison 2007/08 qualifizierte er sich mit den „Eisernen“ für die neue dritte Liga, in der die Mannschaft ein Jahr später unter Trainer Uwe Neuhaus die Meisterschaft und damit die Rückkehr in die zweite Bundesliga feiern konnte. Stuff behauptete in den Spielzeiten 2008/09, 2009/10 und 2010/11 seinen Stammplatz bei Union und absolvierte insgesamt 82 Spiele, in denen er insgesamt sechs Treffer erzielte.
Mit Beginn der Saison 2014/15 schloss er sich dem F.C. Hansa Rostock an – ausgestattet mit einem Einjahresvertrag inklusive Option auf Verlängerung. Im Januar 2015 löste er seinen Vertrag wieder auf und kehrte zu Union zurück. Dort wurde Stuff in der U-23 eingesetzt und beendete zum Ende der Saison seine Karriere.
Nach seiner Zeit als aktiver Spieler widmet sich Stuff mittlerweile der fußballerischen Ausbildung der Junioren am Nachwuchsleistungszentrum des 1. FC Union Berlin, wo er seither in unterschiedlichen Trainerpositionen tätig ist.

## Erfolge/Statistik
- Aufstieg in die 2. Bundesliga: 2004 (mit dem 1. FC Saarbrücken) und 2009 (mit dem 1. FC Union Berlin)
- Qualifikation für die 3. Liga 2008 mit Union Berlin
- Saarlandpokalsieger: 2004 (mit dem 1. FC Saarbrücken)
- Berliner Pokalsieger: 2007 und 2009 (mit dem 1. FC Union Berlin)